# ماروین ماتپ
ماروین ماتپ (انگلیسی: Marvin Matip؛ زادهٔ ۲۵ سپتامبر ۱۹۸۵) بازیکن فوتبال اهل آلمان است.
از باشگاه‌هایی که در آن بازی کرده‌است می‌توان به باشگاه فوتبال کلن، باشگاه فوتبال بوخوم، باشگاه فوتبال کارلسروهه، و باشگاه فوتبال اینگولشتات ۰۴ اشاره کرد.
وی همچنین در تیم‌های ملی فوتبال زیر ۲۱ سال آلمان و کامرون بازی کرده‌است.